# Walerian Kalinka

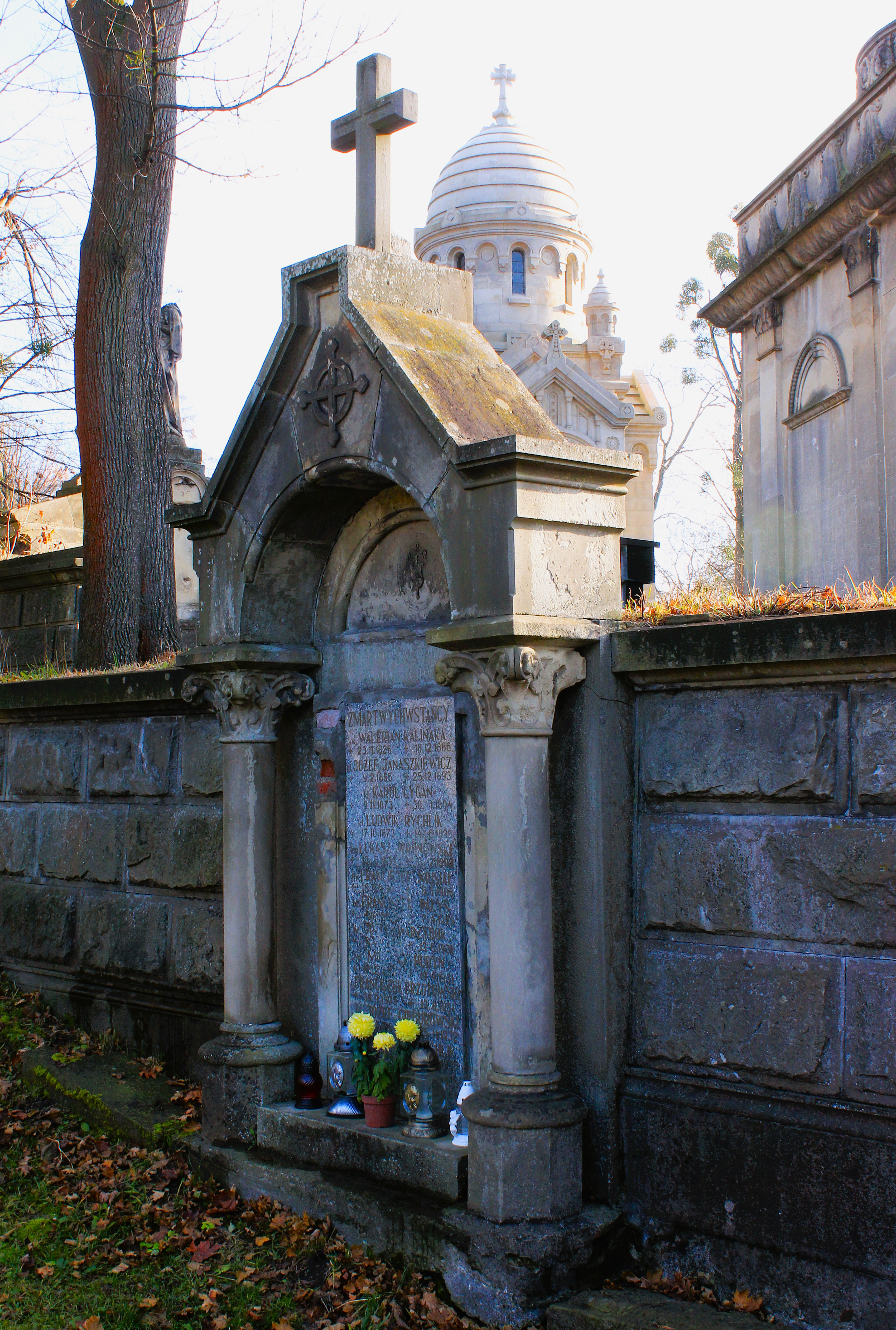
Grób Waleriana Kalinki na Cmentarzu Łyczakowskim

Walerian Kalinka (ur. 20 listopada 1826 w Krakowie, zm. 16 grudnia 1886 we Lwowie) – polski duchowny, historyk, założyciel Polskiej Prowincji Zmartwychwstańców.

## Życiorys
W latach (1840-45) studiował filozofię i prawo na Uniwersytecie Jagiellońskim. Brał udział w powstaniu krakowskim 1846 r. W 1868 r. wstąpił do zgromadzenia zmartwychwstańców i w 1870 otrzymał święcenia kapłańskie. Należał do Towarzystwa Historycznego oraz do Akademii Umiejętności. W latach 1861–1886 był członkiem honorowym Poznańskiego Towarzystwa Przyjaciół Nauk. Od 1856 członek Komitetu Wydawniczego Towarzystwa Historyczno-Literackiego w Paryżu.
Był współtwórcą krakowskiej szkoły historycznej. Współpracownik Hotelu Lambert i jeden z krakowskich stańczyków. Był redaktorem emigracyjnego pisma Wiadomości Polskie. W czasie powstania styczniowego był kierownikiem dyplomatycznej Agencji Szwedzkiej.
Ostatnie lata życia spędził we Lwowie (przy ul. Piekarskiej), kierując pierwszą fundacją Zmartwychwstańców w kraju. Założył tam Internat Ruski. Był prowincjałem regionu. Tablica poświęcona Walerianowi Kalince znajduje się w prezbiterium Kościoła Zmartwychwstania Pana Jezusa we Lwowie przy ulicy Piekarskiej.
W latach 1891–1902 ukazało się zbiorowe wydanie jego prac (Dzieła, t. 1-12) w których przeprowadził zabarwioną moralizatorsko analizę wewnętrznych przyczyn upadku Polski i rozbiorów, wskazując – według swego przekonania – drogę odrodzenia. Jest autorem wielu prac naukowych, głównie historycznych. Główne dzieło Sejm Czteroletni pozostawił niedokończone, przerywając w trakcie analizy Konstytucji 3 Maja, którą z zastrzeżeniami oceniał pozytywnie: Państwo rozstrojone więcej niż stuletnią anarchią, nie umiejące rządzić sobą, ani siebie bronić, okazywało się zdolnem do poprawy, zdolnem stać o swoich siłach, byleby mu nie przeszkadzali sąsiedzi.

## Publikacje
- Galicja i Kraków pod panowaniem austriackim
- Przegrana Francji i przyszłość Europy
- Hugo Kołłątaj
- Nasze zadania i uchybienia
- Ostatnie lata panowania Stanisława Augusta
- O książce prof. M. Bobrzyńskiego „Dzieje Polski w zarysie” oraz Walerian Kalinka – O Dziejach Polski prof. M.Bobrzyńskiego – www.omp.org.pl
- O znaczeniu obchodu 3 Maja
- Względy Polskie w sprawie władzy świeckiej papieża
- Żale Polaków na Zachód
- Ustawa trzeciego maja
- Sejm Czteroletni t. 1 cz. 1, t. 1 cz. 2, t.2 cz. 1, t.2 cz. 2, t. 3
- Sprawa ruska na Sejmie Czteroletnim
- Pisma pomniejsze t. 1 t. 2 t. 3 – 4